# Titanebo californicus
Titanebo californicus es una especie de araña cangrejo del género Titanebo, familia Philodromidae. Fue descrita científicamente por Gertsch en 1933.

## Distribución
Esta especie se encuentra en los Estados Unidos.